# Spookorchis
De spookorchis (Epipogium aphyllum) is een orchidee van het geslacht Epipogium. De plant dankt haar Nederlandse naam aan het bleke uiterlijk. Het is een plant zonder bladgroen (achlorofyl) die voedsel opneemt via een schimmel (epiparasiet). Het is een zeldzame soort van schaduwrijke bossen, die ook in Europa voorkomt.

## Naamgeving enetymologie
Synoniemen: Epipactis epipogum Crantz 1769, Epipactis epipogium  (L.) All. 1789, Epipogium aphyllum var. stenochilum Hand.-Mazz. 1925, Epipogium epipogium  (L.) H.Karst. 1881, Epipogium generalis E.H.L.Krause in J.Sturm 1905, Epipogium gmelini L.C.M. Richard 1818, Epipogon epipogium  (L.) H.Karst 1880, Epipogon epipogon Kern. 1893, Epipogon generalis E.H.L. Krause 1905, Limodorum epipogium Sw. 1799, Orchis aphylla Forssk. 1775, Satyrium epipogium L. 1753, Serapias epipogium  (L.) Steud. 1821
De botanische naam Epipogium is afgeleid van het Oudgriekse 'epi' (op- of buitenwaarts) en 'pôgôn' (baard), wat zou verwijzen naar de positie en/of de gelijkenis van de bloemlip met een baard.

## Kenmerken

### Plant
De spookorchis is een kleine, onopvallende plant, tot 20 cm hoog, zonder chlorofyl (achlorofyl). De bloemstengel is wit, geel of licht violet, licht gezwollen aan de basis, dik maar breekbaar, en voorzien van schubben. De bloeiwijze is een losbloemige aar met twee tot acht in verhouding grote, hangende bloemen.
De plant bezit geen echte wortels, maar een koraalachtig vertakte rizoom.

### Bladeren
De plant bezit geen groene bladeren, slechts wat vliezige, stengelomvattende schutblaadjes, langer dan het vruchtbeginsel.

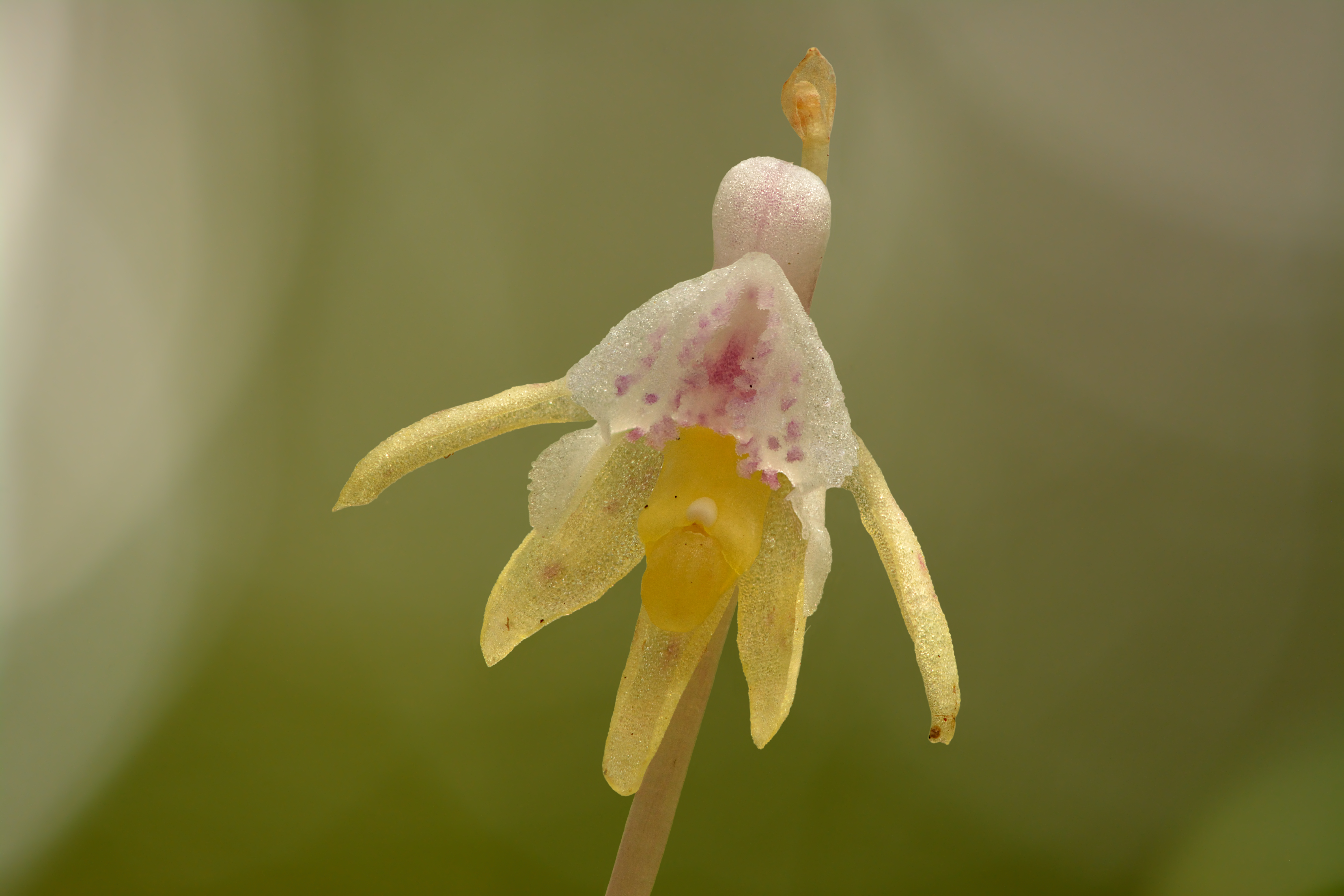
Spookorchis, detail bloem

### Bloemen
De bloemen zijn niet gedraaid (resupinatie) zoals bij de meeste orchideeën, dus de bloem lijkt ondersteboven te staan. De sepalen en petalen zijn praktisch gelijk van vorm, lang ovaal, doorschijnend geel of roze, met min of meer duidelijke nerven, en hangen af. De bloemlip bestaat net als die van bosvogeltjes uit twee delen: een bekervormige hypochiel, die nectar bevat en die verdergaat in een lichtgekleurd, gebogen en zakvormig spoor, en een scharnierend verbonden epichiel, smal en dubbel gevouwen, met gekartelde randen en roodgekleurde papillen. Het korte gynostemium is geel en heeft een bolle top.
De plant verschijnt boven de aarde vanaf juni. Ze bloeit kort daarna tot in augustus, maar komt zelden tot bloei.

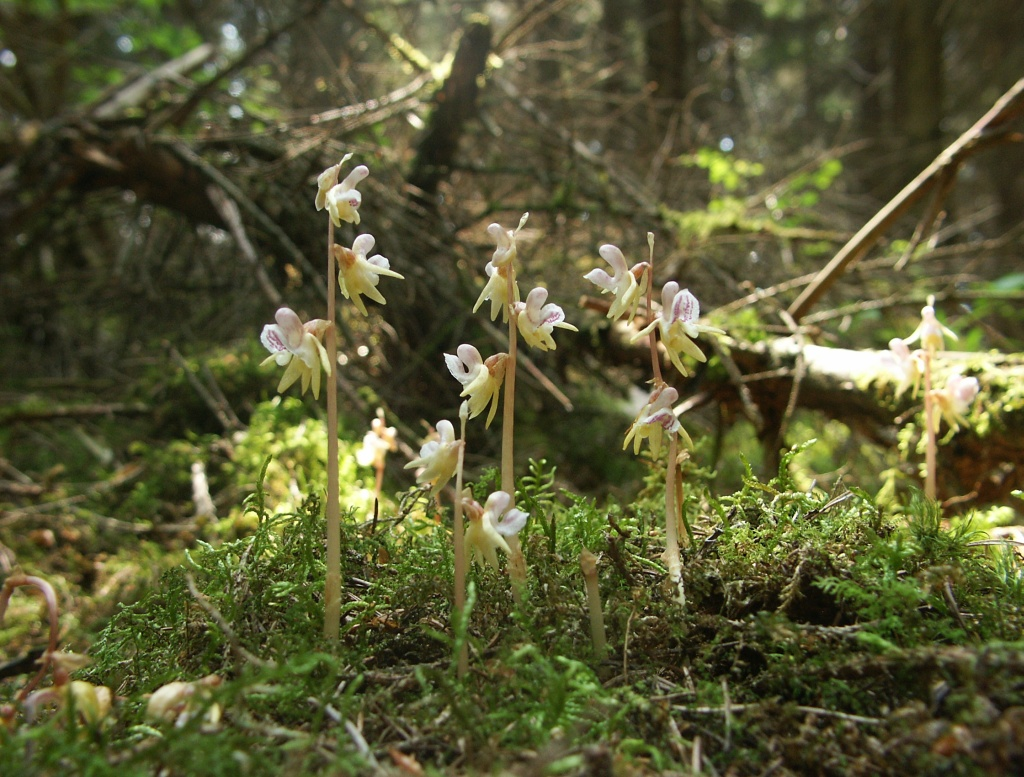
De spookorchis in zijn natuurlijke habitat

## Habitat
De spookorchis geeft de voorkeur aan neutrale tot kalkrijke, vochtige bodems in schaduwrijke dichte loof- en naaldbossen in middelgebergtes tot 1800 m.

## Verspreiding en voorkomen
De plant komt voor in Europa en het Midden-Oosten, oostwaarts tot in Siberië, Kamtsjatka en Japan, en in de Himalaya.
De plant is in Europa wijd verspreid maar plaatselijk zeer zeldzaam, van Portugal tot Turkije en in het noorden tot Groot-Brittannië en Scandinavië. Ze is niet aangetroffen in Nederland en België, maar wel gevonden in Luxemburg en Duitsland.

## Verwante en gelijkende soorten
De spookorchis is de enige vertegenwoordiger van het geslacht Epipogium en van de tribus Gastrodieae in Europa.
Verwarring met andere soorten is door de afwezigheid van bladgroen en de niet-gedraaide bloem nauwelijks mogelijk. Andere Europese achlorofylle orchideeën, zoals het vogelnestje (Neottia nidus-avis) en de paarse aspergeorchis (Limodorum abortivum), hebben gedraaide bloemen en zijn feller gekleurd.

## Bedreiging en bescherming
De spookorchis is binnen praktisch heel Europa beschermd.